# Атлетика на Универзијади 1965 — мушкарци
На IV Летњој универзијади 1965. која је одржана у Будимпешти, Мађарска од 20. августа до 28. августа 1965, такмичење у атлетици се одвијало на Неп стадиону.
У мушкој конкуренцији такмичило се у 19 дисциплина.
Највише успеха је имала репрезентација ИТА која је освојила укупно 6 медаља од чега 4 златних, и 2 сребрне. Друга је репрезентација САД са 10 медаља 3 златне, 4 сребрне и 3 бронзане.
| Дисциплина    | Злато               | Сребро            | Бронза                           |
| ------------- | ------------------- | ----------------- | -------------------------------- |
| 100           | Хидео Лијима        | Џорџ Андерсон     | Хари Џером                       |
| 200           | Едвин Озолинс       | Џорџ Андерсон     | Мензиес Камбел                   |
| 400 м         | Серђо Бело          | Fred van Herpen   | Лин Сондерс                      |
| 800           | Bill Crothers       | George Germann,   | Рудолф Клабан                    |
| 1500          | Бодо Тимлер         | Анди Грин         | Збигњев Војчик                   |
| 5.000         | Киусуке Саваки      | Луц Филип         | Фергус Мари                      |
| 110 препоне   | Еди Отоз            | Ђовани Корначија  | Вили Девенпорт                   |
| 400 препоне   | Роберто Финоли      | Роберт Пуарије    | Рон Витни                        |
| 4x100 штафета | Западна Немачка     | Совјетски Савез   | Француска                        |
| 4x400 штафета | Италија             | Мађарска          | Западна Немачка                  |
| Скок увис     | Валериј Свортсов    | Едвард Черник     | Јанош Медовецки Кунијоши Суниока |
| Скок мотком   | Џон Пенел           | Боб Сигрен        | Ален Моро                        |
| Скок удаљ     | Игор Тер Овенесијан | Лин Дејвис        | Олрг Александров                 |
| Троскок       | Henrik Kalocsai     | Драган Иванов     | Михаел Сојер                     |
| Бацање кугле  | Ренди Матсон        | Николај Карасјев  | Едвард Гушкин                    |
| Бацање диска  | Ларс Хаглунд        | Јури Земба        | George Puce                      |
| Кладиво       | Ђула Животцки       | Генадиј Кондражов | Јуриј Бакаринов                  |
| Бацање копља  | Ролф Херинг         | Vanni Rodeghiero  | Ленарт Хедмарк                   |
| Десетобој     | Bill Toomey         | József Bakai      | Manfred Pflugbeil                |

## Биланс медаља
| Плас. | Држава           | Злато | Сребро | Бронза | Укупно |
| ----- | ---------------- | ----- | ------ | ------ | ------ |
| 1     | Италија          | 4     | 2      |        | 6      |
| 2     | Сједињене Државе | 3     | 4      | 3      | 10     |
| 3     | Совјетски Савез  | 3     | 3      | 3      | 9      |
| 3     | Западна Немачка  | 3     | 1      | 3      | 7      |
| 5     | Мађарска         | 2     | 3      | 1      | 6      |
| 6     | Јапан            | 2     |        | 1      | 3      |
| 7     | Канада           | 1     |        | 2      | 3      |
| 8     | Шведска          | 1     |        | 1      | 2      |
| 9     | Велика Британија |       | 2      | 2      | 4      |
| 10    | Француска        |       | 1      | 2      | 3      |
| 11    | Пољска           |       | 1      | 1      | 2      |
| 12    | Холандија        |       | 1      |        | 1      |
|       | Чехословачка     |       | 1      |        | 1      |
| 14    | Аустрија         |       |        | 1      | 1      |
|       | Укупно (14)      | 19    | 19     | 20     | 58     |